# Comté de McDonough
Le comté de McDonough est un comté situé dans l'État de l'Illinois, aux États-Unis. En 2000, sa population est de 32 913 habitants. Son siège est Macomb.